# Байдаківська волость
Байдаківська волость — історична адміністративно-територіальна одиниця Верхньодніпровського повіту Катеринославської губернії.
Станом на 1886 рік складалася з 13 поселень, 13 сільських громад. Населення — 2264 особи (1180 чоловічої статі та 1084 — жіночої), 372 дворових господарства.
|                     | Площа, десятин | У тому числі орної, дес. |
| ------------------- | -------------- | ------------------------ |
| Сільських громад    | 1704           | 1468                     |
| Приватної власності | 12705          | 3393                     |
| Іншої власності     | 33             | 6                        |
| Загалом             | 14442          | 4867                     |

Найбільше поселення волості:
- Байдакове — село при річці Омельник в 40 верстах від повітового міста, 202 особи, 39 дворів, церква православна, школа.